# IPB Spartak Racing
IPB Spartak Racing est une écurie russe de sport automobile.

## Histoire
En 2008, l'écurie participe aux 24 Heures du Mans avec une Lamborghini Murciélago R-GT engagée dans la catégorie GT1 ; elle est pilotée par Mike Hezemans, Peter Kox et Roman Rusinov. L'équipage termine non-classé pour distance parcourue insuffisante,.
En avril 2009, l'écurie remporte les 1 000 kilomètres de Catalogne avec la Lamborghini Murciélago R-GT, pilotée par Roman Rusinov et Peter Kox.
En mai, IPB Spartak Racing déclare forfait pour les 24 Heures du Mans,,,,,.